# 10198 Pinelli
10198 Pinelli eller 1996 XN26 är en asteroid i huvudbältet som upptäcktes den 6 december 1996 av de båda italienska astronomerna Ulisse Munari och Maura Tombelli vid Cima Ekar-observatoriet. Den är uppkallad efter amatörastronomen Paolo Pinelli.
Asteroiden har en diameter på ungefär 7 kilometer och den tillhör asteroidgruppen Koronis.